# Listes des conventions de l'Organisation internationale du travail
Pour un article plus général, voir Organisation internationale du travail.
Listes des conventions, protocoles et recommandations adoptées par la Conférence Internationale du Travail de l'OIT.

## Liste des conventions de l’OIT[1]
- C001 - Convention (no 1) sur la durée du travail (industrie), 1919
- C002 - Convention (no 2) sur le chômage, 1919
- C003 - Convention (no 3) sur la protection de la maternité, 1919
- C004 - Convention (no 4) sur le travail de nuit (femmes), 1919
- C005 - Convention (no 5) sur l'âge minimum (industrie), 1919
- C006 - Convention (no 6) sur le travail de nuit des enfants (industrie), 1919
- C007 - Convention (no 7) sur l'âge minimum (travail maritime), 1920
- C008 - Convention (no 8) sur les indemnités de chômage (naufrage), 1920
- C009 - Convention (no 9) sur le placement des marins, 1920
- C010 - Convention (no 10) sur l'âge minimum (agriculture), 1921
- C011 - Convention (no 11) sur le droit d'association (agriculture), 1921
- C012 - Convention (no 12) sur la réparation des accidents du travail (agriculture), 1921
- C013 - Convention (no 13) sur la céruse (peinture), 1921
- C014 - Convention (no 14) sur le repos hebdomadaire (industrie), 1921
- C015 - Convention (no 15) sur l'âge minimum (soutiers et chauffeurs), 1921
- C016 - Convention (no 16) sur l'examen médical des jeunes gens (travail maritime), 1921
- C017 - Convention (no 17) sur la réparation des accidents du travail, 1925
- C018 - Convention (no 18) sur les maladies professionnelles, 1925
- C019 - Convention (no 19) sur l'égalité de traitement (accidents du travail), 1925
- C020 - Convention (no 20) sur le travail de nuit (boulangeries), 1925
- C021 - Convention (no 21) sur l'inspection des émigrants, 1926
- C022 - Convention (no 22) sur le contrat d'engagement des marins, 1926
- C023 - Convention (no 23) sur le rapatriement des marins, 1926
- C024 - Convention (no 24) sur l'assurance-maladie (industrie), 1927
- C025 - Convention (no 25) sur l'assurance-maladie (agriculture), 1927
- C026 - Convention (no 26) sur les méthodes de fixation des salaires minima, 1928
- C027 - Convention (no 27) sur l'indication du poids sur les colis transportés par bateau, 1929
- C028 - Convention (no 28) sur la protection des dockers contre les accidents, 1929
- C029 - Convention (no 29) sur le travail forcé, 1930
- C030 - Convention (no 30) sur la durée du travail (commerce et bureaux), 1930
- C031 - Convention (no 31) sur la durée du travail (mines de charbon), 1931
- C032 - Convention (no 32) sur la protection des dockers contre les accidents (révisée), 1932
- C033 - Convention (no 33) sur l'âge minimum (travaux non industriels), 1932
- C034 - Convention (no 34) sur les bureaux de placement payants, 1933
- C035 - Convention (no 35) sur l'assurance-vieillesse (industrie, etc.), 1933
- C036 - Convention (no 36) sur l'assurance-vieillesse (agriculture), 1933
- C037 - Convention (no 37) sur l'assurance-invalidité (industrie, etc.), 1933
- C038 - Convention (no 38) sur l'assurance-invalidité (agriculture), 1933
- C039 - Convention (no 39) sur l'assurance-décès (industrie, etc.), 1933
- C040 - Convention (no 40) sur l'assurance-décès (agriculture), 1933
- C041 - Convention (no 41) (révisée) du travail de nuit (femmes), 1934
- C042 - Convention (no 42) (révisée) des maladies professionnelles, 1934
- C043 - Convention (no 43) des verreries à vitres, 1934
- C044 - Convention (no 44) du chômage, 1934
- C045 - Convention (no 45) des travaux souterrains (femmes), 1935
- C046 - Convention (no 46) (révisée) sur la durée du travail (mines de charbon), 1935
- C047 - Convention (no 47) des quarante heures, 1935
- C048 - Convention (no 48) sur la conservation des droits à pension des migrants, 1935
- C049 - Convention (no 49) de réduction de la durée du travail (verreries à bouteilles), 1935
- C050 - Convention (no 50) sur le recrutement des travailleurs indigènes, 1936
- C051 - Convention (no 51) de réduction de la durée du travail (travaux publics), 1936
- C052 - Convention (no 52) sur les congés payés, 1936
- C053 - Convention (no 53) sur les brevets de capacité des officiers, 1936
- C054 - Convention (no 54) des congés payés des marins, 1936
- C055 - Convention (no 55) sur les obligations de l'armateur en cas de maladie ou d'accident des gens de mer, 1936
- C056 - Convention (no 56) sur l'assurance-maladie des gens de mer, 1936
- C057 - Convention (no 57) sur la durée du travail à bord et les effectifs, 1936
- C058 - Convention (no 58) (révisée) sur l'âge minimum (travail maritime), 1936
- C059 - Convention (no 59) (révisée) de l'âge minimum (industrie), 1937
- C060 - Convention (no 60) (révisée) sur l'âge minimum (travaux non industriels), 1937
- C061 - Convention (no 61) de réduction de la durée du travail (textile), 1937
- C062 - Convention (no 62) concernant les prescriptions de sécurité (bâtiment), 1937
- C063 - Convention (no 63) concernant les statistiques des salaires et des heures de travail, 1938
- C064 - Convention (no 64) sur les contrats de travail (travailleurs indigènes), 1939
- C065 - Convention (no 65) sur les sanctions pénales (travailleurs indigènes), 1939
- C066 - Convention (no 66) sur les travailleurs migrants, 1939
- C067 - Convention (no 67) sur la durée du travail et les repos (transports par route), 1939
- C068 - Convention (no 68) sur l'alimentation et le service de table (équipage des navires), 1946
- C069 - Convention (no 69) sur le diplôme de capacité des cuisiniers de navire, 1946
- C070 - Convention (no 70) sur la sécurité sociale des gens de mer, 1946
- C071 - Convention (no 71) sur les pensions des gens de mer, 1946
- C072 - Convention (no 72) des congés payés des marins, 1946
- C073 - Convention (no 73) sur l'examen médical des gens de mer, 1946
- C074 - Convention (no 74) sur les certificats de capacité de matelot qualifié, 1946
- C075 - Convention (no 75) sur le logement des équipages, 1946
- C076 - Convention (no 76) sur les salaires, la durée du travail à bord et les effectifs, 1946
- C077 - Convention (no 77) sur l'examen médical des adolescents (industrie), 1946
- C078 - Convention (no 78) sur l'examen médical des adolescents (travaux non industriels), 1946
- C079 - Convention (no 79) sur le travail de nuit des adolescents (travaux non industriels), 1946
- C080 - Convention (no 80) portant révision des articles finals, 1946
- C081 - Convention (no 81) sur l'inspection du travail, 1947
- C082 - Convention (no 82) sur la politique sociale (territoires non métropolitains), 1947
- C083 - Convention (no 83) sur les normes du travail (territoires non métropolitains), 1947
- C084 - Convention (no 84) sur le droit d'association (territoires non métropolitains), 1947
- C085 - Convention (no 85) sur l'inspection du travail (territoires non métropolitains), 1947
- C086 - Convention (no 86) sur les contrats de travail (travailleurs indigènes), 1947
- C087 - Convention (no 87) sur la liberté syndicale et la protection du droit syndical, 1948
- C088 - Convention (no 88) sur le service de l'emploi, 1948
- C089 - Convention (no 89) sur le travail de nuit (femmes) (révisée), 1948
- C090 - Convention (no 90) sur le travail de nuit des enfants (industrie) (révisée), 1948
- C091 - Convention (no 91) des congés payés des marins (révisée), 1949
- C092 - Convention (no 92) sur le logement des équipages (révisée), 1949
- C093 - Convention (no 93) sur les salaires, la durée du travail à bord et les effectifs (révisée), 1949
- C094 - Convention (no 94) sur les clauses de travail (contrats publics), 1949
- C095 - Convention (no 95) sur la protection du salaire, 1949
- C096 - Convention (no 96) sur les bureaux de placement payants (révisée), 1949
- C097 - Convention (no 97) sur les travailleurs migrants (révisée), 1949
- C098 - Convention (no 98) sur le droit d'organisation et de négociation collective, 1949
- C099 - Convention (no 99) sur les méthodes de fixation des salaires minima (agriculture), 1951
- C100 - Convention (no 100) sur l'égalité de rémunération, 1951
- C101 - Convention (no 101) sur les congés payés (agriculture), 1952
- C102 - Convention (no 102) concernant la sécurité sociale (norme minimum), 1952
- C103 - Convention (no 103) sur la protection de la maternité (révisée), 1952
- C104 - Convention (no 104) sur l'abolition des sanctions pénales (travailleurs indigènes), 1955
- C105 - Convention (no 105) sur l'abolition du travail forcé, 1957
- C106 - Convention (no 106) sur le repos hebdomadaire (commerce et bureaux), 1957
- C107 - Convention (no 107) relative aux populations aborigènes et tribales, 1957
- C108 - Convention (no 108) sur les pièces d'identité des gens de mer, 1958
- C109 - Convention (no 109) sur les salaires, la durée du travail à bord et les effectifs (révisée), 1958
- C110 - Convention (no 110) sur les plantations, 1958
- C111 - Convention (no 111) concernant la discrimination (emploi et profession), 1958
- C112 - Convention (no 112) sur l'âge minimum (pêcheurs), 1959
- C113 - Convention (no 113) sur l'examen médical des pêcheurs, 1959
- C114 - Convention (no 114) sur le contrat d'engagement des pêcheurs, 1959
- C115 - Convention (no 115) sur la protection contre les radiations, 1960
- C116 - Convention (no 116) portant révision des articles finals, 1961
- C117 - Convention (no 117) sur la politique sociale (objectifs et normes de base), 1962
- C118 - Convention (no 118) sur l'égalité de traitement (sécurité sociale), 1962
- C119 - Convention (no 119) sur la protection des machines, 1963
- C120 - Convention (no 120) sur l'hygiène (commerce et bureaux), 1964
- C121 - Convention (no 121) sur les prestations en cas d'accidents du travail et de maladies professionnelles, 1964 [tableau I modifié en 1980]
- C122 - Convention (no 122) sur la politique de l'emploi, 1964
- C123 - Convention (no 123) sur l'âge minimum (travaux souterrains), 1965
- C124 - Convention (no 124) sur l'examen médical des adolescents (travaux souterrains), 1965
- C125 - Convention (no 125) sur les brevets de capacité des pêcheurs, 1966
- C126 - Convention (no 126) sur le logement à bord des bateaux de pêche, 1966
- C127 - Convention (no 127) sur le poids maximum, 1967
- C128 - Convention (no 128) concernant les prestations d'invalidité, de vieillesse et de survivants, 1967
- C129 - Convention (no 129) sur l'inspection du travail (agriculture), 1969
- C130 - Convention (no 130) concernant les soins médicaux et les indemnités de maladie, 1969
- C131 - Convention (no 131) sur la fixation des salaires minima, 1970
- C132 - Convention (no 132) sur les congés payés (révisée), 1970
- C133 - Convention (no 133) sur le logement des équipages (dispositions complémentaires), 1970
- C134 - Convention (no 134) sur la prévention des accidents (gens de mer), 1970
- C135 - Convention (no 135) concernant les représentants des travailleurs, 1971
- C136 - Convention (no 136) sur le benzène, 1971
- C137 - Convention (no 137) sur le travail dans les ports, 1973
- C138 - Convention (no 138) sur l'âge minimum, 1973
- C139 - Convention (no 139) sur le cancer professionnel, 1974
- C140 - Convention (no 140) sur le congé-éducation payé, 1974
- C141 - Convention (no 141) sur les organisations de travailleurs ruraux, 1975
- C142 - Convention (no 142) sur la mise en valeur des ressources humaines, 1975
- C143 - Convention (no 143) sur les travailleurs migrants (dispositions complémentaires), 1975
- C144 - Convention (no 144) sur les consultations tripartites relatives aux normes internationales du travail, 1976
- C145 - Convention (no 145) sur la continuité de l'emploi (gens de mer), 1976
- C146 - Convention (no 146) sur les congés payés annuels (gens de mer), 1976
- C147 - Convention (no 147) sur la marine marchande (normes minima), 1976
- C148 - Convention (no 148) sur le milieu de travail (pollution de l'air, bruit et vibrations), 1977
- C149 - Convention (no 149) sur le personnel infirmier, 1977
- C150 - Convention (no 150) sur l'administration du travail, 1978
- C151 - Convention (no 151) sur les relations de travail dans la fonction publique, 1978
- C152 - Convention (no 152) sur la sécurité et l'hygiène dans les manutentions portuaires, 1979
- C153 - Convention (no 153) sur la durée du travail et les périodes de repos (transports routiers), 1979
- C154 - Convention (no 154) sur la négociation collective, 1981
- C155 - Convention (no 155) sur la sécurité et la santé des travailleurs, 1981
- C156 - Convention (no 156) sur les travailleurs ayant des responsabilités familiales, 1981
- C157 - Convention (no 157) sur la conservation des droits en matière de sécurité sociale, 1982
- C158 - Convention (no 158) sur le licenciement, 1982
- C159 - Convention (no 159) sur la réadaptation professionnelle et l'emploi des personnes handicapées, 1983
- C160 - Convention (no 160) sur les statistiques du travail, 1985
- C161 - Convention (no 161) sur les services de santé au travail, 1985
- C162 - Convention (no 162) sur l'amiante, 1986
- C163 - Convention (no 163) sur le bien-être des gens de mer, 1987
- C164 - Convention (no 164) sur la protection de la santé et les soins médicaux (gens de mer), 1987
- C165 - Convention (no 165) sur la sécurité sociale des gens de mer (révisée), 1987
- C166 - Convention (no 166) sur le rapatriement des marins (révisée), 1987
- C167 - Convention (no 167) sur la sécurité et la santé dans la construction, 1988
- C168 - Convention (no 168) sur la promotion de l'emploi et la protection contre le chômage, 1988
- C169 - Convention (no 169) relative aux peuples indigènes et tribaux, 1989
- C170 - Convention (no 170) sur les produits chimiques, 1990
- C171 - Convention (no 171) sur le travail de nuit, 1990
- C172 - Convention (no 172) sur les conditions de travail dans les hôtels et restaurants, 1991
- C173 - Convention (no 173) sur la protection des créances des travailleurs en cas d'insolvabilité de leur employeur, 1992
- C174 - Convention (no 174) sur la prévention des accidents industriels majeurs, 1993
- C175 - Convention (no 175) sur le travail à temps partiel, 1994
- C176 - Convention (no 176) sur la sécurité et la santé dans les mines, 1995
- C177 - Convention (no 177) sur le travail à domicile, 1996
- C178 - Convention (no 178) sur l'inspection du travail (gens de mer), 1996
- C179 - Convention (no 179) sur le recrutement et le placement des gens de mer, 1996
- C180 - Convention (no 180) sur la durée du travail des gens de mer et les effectifs des navires, 1996
- C181 - Convention (no 181) sur les agences d'emploi privées, 1997
- C182 - Convention (no 182) sur les pires formes de travail des enfants, 1999
- C183 - Convention (no 183) sur la protection de la maternité, 2000
- C184 - Convention (no 184) sur la sécurité et la santé dans l'agriculture, 2001
- C185 - Convention (no 185) sur les pièces d'identité des gens de mer (révisée), 2003
- MLC - Convention du travail maritime, 2006
- C187 - Convention (no 187) sur le cadre promotionnel pour la sécurité et la santé au travail, 2006
- C188 - Convention (no 188) sur le travail dans la pêche, 2007
- C189 - Convention (no 189) sur les travailleuses et travailleurs domestiques, 2011
- C190 – Convention (no 190) sur la violence et le harcèlement, 2019

## Liste des protocoles de l’OIT[2]
- p. 081 - Protocole de 1995 relatif à la convention sur l'inspection du travail, 1947
- p. 089 - Protocole de 1990 relatif à la convention sur le travail de nuit (femmes) (révisée), 1948
- p. 110 - Protocole de 1982 relatif à la convention sur les plantations, 1958
- p. 147 - Protocole de 1996 relatif à la convention sur la marine marchande (normes minima), 1976
- p. 155 - Protocole de 2002 relatif à la convention sur la sécurité et la santé des travailleurs, 1981

## Liste des recommandations de l’OIT[3]
- R001 - Recommandation (no 1) sur le chômage, 1919
- R002 - Recommandation (no 2) sur la réciprocité de traitement, 1919
- R003 - Recommandation (no 3) sur la prévention du charbon, 1919
- R004 - Recommandation (no 4) sur le saturnisme (femmes et enfants), 1919
- R005 - Recommandation (no 5) sur l'inspection du travail (services d'hygiène), 1919
- R006 - Recommandation (no 6) sur le phosphore blanc, 1919
- R007 - Recommandation (no 7) sur la durée du travail (pêche), 1920
- R008 - Recommandation (no 8) sur la durée du travail (navigation intérieure), 1920
- R009 - Recommandation (no 9) sur les statuts nationaux des marins, 1920
- R010 - Recommandation (no 10) sur l'assurance-chômage (marins), 1920
- R011 - Recommandation (no 11) sur le chômage (agriculture), 1921
- R012 - Recommandation (no 12) sur la protection de la maternité (agriculture), 1921
- R013 - Recommandation (no 13) sur le travail de nuit des femmes (agriculture), 1921
- R014 - Recommandation (no 14) sur le travail de nuit des enfants et des jeunes gens (agriculture), 1921
- R015 - Recommandation (no 15) sur l'enseignement technique (agriculture), 1921
- R016 - Recommandation (no 16) sur le logement et le couchage (agriculture), 1921
- R017 - Recommandation (no 17) sur les assurances sociales (agriculture), 1921
- R018 - Recommandation (no 18) sur le repos hebdomadaire (commerce), 1921
- R019 - Recommandation (no 19) sur les statistiques des migrations, 1922
- R020 - Recommandation (no 20) sur l'inspection du travail, 1923
- R021 - Recommandation (no 21) sur l'utilisation des loisirs, 1924
- R022 - Recommandation (no 22) sur la réparation des accidents du travail, (indemnités), 1925
- R023 - Recommandation (no 23) sur la réparation des accidents du travail (juridiction), 1925
- R024 - Recommandation (no 24) sur les maladies professionnelles, 1925
- R025 - Recommandation (no 25) sur l'égalité de traitement (accidents du travail), 1925
- R026 - Recommandation (no 26) sur la protection des émigrantes à bord des navires, 1926
- R027 - Recommandation (no 27) sur le rapatriement des capitaines et des apprentis, 1926
- R028 - Recommandation (no 28) sur l'inspection du travail (gens de mer), 1926
- R029 - Recommandation (no 29) sur l'assurance-maladie, 1927
- R030 - Recommandation (no 30) sur les méthodes de fixation des salaires minima, 1928
- R031 - Recommandation (no 31) sur la prévention des accidents du travail, 1929
- R032 - Recommandation (no 32) sur les dispositifs de sécurité des machines, 1929
- R033 - Recommandation (no 33) sur la protection des dockers contre les accidents (réciprocité), 1929
- R034 - Recommandation (no 34) sur la protection des dockers contre les accidents (consultation des organisations), 1929
- R035 - Recommandation (no 35) sur la contrainte indirecte au travail, 1930
- R036 - Recommandation (no 36) sur la réglementation du travail forcé, 1930
- R037 - Recommandation (no 37) sur la durée du travail (hôtels, etc.), 1930
- R038 - Recommandation (no 38) sur la durée du travail (spectacles, etc.), 1930
- R039 - Recommandation (no 39) sur la durée du travail (hôpitaux, etc.), 1930
- R040 - Recommandation (no 40) sur la protection des dockers contre les accidents (réciprocité), 1932
- R041 - Recommandation (no 41) sur l'âge minimum (travaux non industriels), 1932
- R042 - Recommandation (no 42) sur les bureaux de placement, 1933
- R043 - Recommandation (no 43) sur l'assurance-invalidité-vieillesse-décès, 1933
- R044 - Recommandation (no 44) du chômage, 1934
- R045 - Recommandation (no 45) sur le chômage (jeunes gens), 1935
- R046 - Recommandation (no 46) sur l'élimination du recrutement, 1936
- R047 - Recommandation (no 47) sur les congés payés, 1936
- R048 - Recommandation (no 48) sur les conditions de séjour des marins dans les ports, 1936
- R049 - Recommandation (no 49) sur la durée du travail à bord et les effectifs, 1936
- R050 - Recommandation (no 50) sur les travaux publics (collaboration internationale), 1937
- R051 - Recommandation (no 51) sur les travaux publics (organisation nationale), 1937
- R052 - Recommandation (no 52) sur l'âge minimum (entreprises familiales), 1937
- R053 - Recommandation (no 53) concernant les prescriptions de sécurité (bâtiment), 1937
- R054 - Recommandation (no 54) sur l'inspection (bâtiment), 1937
- R055 - Recommandation (no 55) sur la collaboration pour la prévention des accidents (bâtiment), 1937
- R056 - Recommandation (no 56) sur l'éducation professionnelle (bâtiment), 1937
- R057 - Recommandation (no 57) sur la formation professionnelle, 1939
- R058 - Recommandation (no 58) sur les contrats de travail (travailleurs indigènes), 1939
- R059 - Recommandation (no 59) sur l'inspection du travail (travailleurs indigènes), 1939
- R060 - Recommandation (no 60) sur l'apprentissage, 1939
- R061 - Recommandation (no 61) sur les travailleurs migrants, 1939
- R062 - Recommandation (no 62) sur les travailleurs migrants (collaboration entre États), 1939
- R063 - Recommandation (no 63) sur les livrets de contrôle (transports par route), 1939
- R064 - Recommandation (no 64) sur le travail de nuit (transports par route), 1939
- R065 - Recommandation (no 65) sur les méthodes de réglementation de la durée du travail (transports par route), 1939
- R066 - Recommandation (no 66) sur les repos (chauffeurs particuliers), 1939
- R067 - Recommandation (no 67) sur la garantie des moyens d'existence, 1944
- R068 - Recommandation (no 68) sur la sécurité sociale (forces armées), 1944
- R069 - Recommandation (no 69) sur les soins médicaux, 1944
- R070 - Recommandation (no 70) sur la politique sociale dans les territoires dépendants, 1944
- R071 - Recommandation (no 71) sur l'emploi (transition de la guerre à la paix), 1944
- R072 - Recommandation (no 72) sur le service de l'emploi, 1944
- R073 - Recommandation (no 73) sur les travaux publics (organisation nationale), 1944
- R074 - Recommandation (no 74) sur la politique sociale dans les territoires dépendants (dispositions complémentaires), 1945
- R075 - Recommandation (no 75) sur les accords en matière de sécurité sociale des gens de mer, 1946
- R076 - Recommandation (no 76) sur la fourniture de soins médicaux aux personnes à la charge des gens de mer, 1946
- R077 - Recommandation (no 77) sur la formation professionnelle des gens de mer, 1946
- R078 - Recommandation (no 78) concernant la fourniture d'articles de literie, d'ustensiles de table et d'articles divers (équipages de navires), 1946
- R079 - Recommandation (no 79) sur l'examen médical des enfants et des adolescents, 1946
- R080 - Recommandation (no 80) sur le travail de nuit des adolescents (travaux non industriels), 1946
- R081 - Recommandation (no 81) sur l'inspection du travail, 1947
- R082 - Recommandation (no 82) sur l'inspection du travail (mines et transports), 1947
- R083 - Recommandation (no 83) sur le service de l'emploi, 1948
- R084 - Recommandation (no 84) sur les clauses de travail (contrats publics), 1949
- R085 - Recommandation (no 85) sur la protection du salaire, 1949
- R086 - Recommandation (no 86) sur les travailleurs migrants (révisée), 1949
- R087 - Recommandation (no 87) sur l'orientation professionnelle, 1949
- R088 - Recommandation (no 88) sur la formation professionnelle (adultes), 1950
- R089 - Recommandation (no 89) sur les méthodes de fixation des salaires minima (agriculture), 1951
- R090 - Recommandation (no 90) sur l'égalité de rémunération, 1951
- R091 - Recommandation (no 91) sur les conventions collectives, 1951
- R092 - Recommandation (no 92) sur la conciliation et l'arbitrage volontaires, 1951
- R093 - Recommandation (no 93) sur les congés payés (agriculture), 1952
- R094 - Recommandation (no 94) concernant la collaboration sur le plan de l'entreprise, 1952
- R095 - Recommandation (no 95) sur la protection de la maternité, 1952
- R096 - Recommandation (no 96) sur l'âge minimum dans les mines de charbon, 1953
- R097 - Recommandation (no 97) sur la protection de la santé des travailleurs, 1953
- R098 - Recommandation (no 98) sur les congés payés, 1954
- R099 - Recommandation (no 99) sur l'adaptation et la réadaptation professionnelles des invalides, 1955
- R100 - Recommandation (no 100) sur la protection des travailleurs migrants (pays insuffisamment développés), 1955
- R101 - Recommandation (no 101) sur la formation professionnelle (agriculture), 1956
- R102 - Recommandation (no 102) sur les services sociaux, 1956
- R103 - Recommandation (no 103) sur le repos hebdomadaire (commerce et bureaux), 1957
- R104 - Recommandation (no 104) relative aux populations aborigènes et tribales, 1957
- R105 - Recommandation (no 105) sur les pharmacies à bord, 1958
- R106 - Recommandation (no 106) sur les consultations médicales en mer, 1958
- R107 - Recommandation (no 107) sur l'engagement des gens de mer (navires étrangers), 1958
- R108 - Recommandation (no 108) sur les conditions de vie, de travail et de sécurité des gens de mer, 1958
- R109 - Recommandation (no 109) sur les salaires, la durée du travail à bord et les effectifs, 1958
- R110 - Recommandation (no 110) sur les plantations, 1958
- R111 - Recommandation (no 111) concernant la discrimination (emploi et profession), 1958
- R112 - Recommandation (no 112) sur les services de médecine du travail, 1959
- R113 - Recommandation (no 113) sur la consultation aux échelons industriel et national, 1960
- R114 - Recommandation (no 114) sur la protection contre les radiations, 1960
- R115 - Recommandation (no 115) sur le logement des travailleurs, 1961
- R116 - Recommandation (no 116) sur la réduction de la durée du travail, 1962
- R117 - Recommandation (no 117) sur la formation professionnelle, 1962
- R118 - Recommandation (no 118) sur la protection des machines, 1963
- R119 - Recommandation (no 119) sur la cessation de la relation de travail, 1963
- R120 - Recommandation (no 120) sur l'hygiène (commerce et bureaux), 1964
- R121 - Recommandation (no 121) sur les prestations en cas d'accidents du travail et de maladies professionnelles, 1964
- R122 - Recommandation (no 122) sur la politique de l'emploi, 1964
- R123 - Recommandation (no 123) sur l'emploi des femmes ayant des responsabilités familiales, 1965
- R124 - Recommandation (no 124) sur l'âge minimum (travaux souterrains), 1965
- R125 - Recommandation (no 125) sur les conditions d'emploi des adolescents (travaux souterrains), 1965
- R126 - Recommandation (no 126) sur la formation professionnelle des pêcheurs, 1966
- R127 - Recommandation (no 127) sur les coopératives (pays en voie de développement), 1966
- R128 - Recommandation (no 128) sur le poids maximum, 1967
- R129 - Recommandation (no 129) sur les communications dans l'entreprise, 1967
- R130 - Recommandation (no 130) sur l'examen des réclamations, 1967
- R131 - Recommandation (no 131) concernant les prestations d'invalidité, de vieillesse et de survivants, 1967
- R132 - Recommandation (no 132) relative aux fermiers et métayers, 1968
- R133 - Recommandation (no 133) sur l'inspection du travail (agriculture), 1969
- R134 - Recommandation (no 134) concernant les soins médicaux et les indemnités de maladie, 1969
- R135 - Recommandation (no 135) sur la fixation des salaires minima, 1970
- R136 - Recommandation (no 136) sur les programmes spéciaux pour la jeunesse, 1970
- R137 - Recommandation (no 137) sur la formation professionnelle des gens de mer, 1970
- R138 - Recommandation (no 138) sur le bien-être des gens de mer, 1970
- R139 - Recommandation (no 139) sur l'emploi des gens de mer (évolution technique), 1970
- R140 - Recommandation (no 140) sur le logement des équipages (climatisation), 1970
- R141 - Recommandation (no 141) sur le logement des équipages (lutte contre le bruit), 1970
- R142 - Recommandation (no 142) sur la prévention des accidents (gens de mer), 1970
- R143 - Recommandation (no 143) concernant les représentants des travailleurs, 1971
- R144 - Recommandation (no 144) sur le benzène, 1971
- R145 - Recommandation (no 145) sur le travail dans les ports, 1973
- R146 - Recommandation (no 146) sur l'âge minimum, 1973
- R147 - Recommandation (no 147) sur le cancer professionnel, 1974
- R148 - Recommandation (no 148) sur le congé-éducation payé, 1974
- R149 - Recommandation (no 149) sur les organisations de travailleurs ruraux, 1975
- R150 - Recommandation (no 150) sur la mise en valeur des ressources humaines, 1975
- R151 - Recommandation (no 151) sur les travailleurs migrants, 1975
- R152 - Recommandation (no 152) sur les consultations tripartites relatives aux activités de l'Organisation internationale du Travail, 1976
- R153 - Recommandation (no 153) sur la protection des jeunes marins, 1976
- R154 - Recommandation (no 154) sur la continuité de l'emploi (gens de mer), 1976
- R155 - Recommandation (no 155) sur la marine marchande (amélioration des normes), 1976
- R156 - Recommandation (no 156) sur le milieu de travail (pollution de l'air, bruit et vibrations), 1977
- R157 - Recommandation (no 157) sur le personnel infirmier, 1977
- R158 - Recommandation (no 158) sur l'administration du travail, 1978
- R159 - Recommandation (no 159) sur les relations de travail dans la fonction publique, 1978
- R160 - Recommandation (no 160) sur la sécurité et l'hygiène dans les manutentions portuaires, 1979
- R161 - Recommandation (no 161) sur la durée du travail et les périodes de repos (transports routiers), 1979
- R162 - Recommandation (no 162) sur les travailleurs âgés, 1980
- R163 - Recommandation (no 163) sur la négociation collective, 1981
- R164 - Recommandation (no 164) sur la sécurité et la santé des travailleurs, 1981
- R165 - Recommandation (no 165) sur les travailleurs ayant des responsabilités familiales, 1981
- R166 - Recommandation (no 166) sur le licenciement, 1982
- R167 - Recommandation (no 167) sur la conservation des droits en matière de sécurité sociale, 1983
- R168 - Recommandation (no 168) sur la réadaptation professionnelle et l'emploi des personnes handicapées, 1983
- R169 - Recommandation (no 169) concernant la politique de l'emploi (dispositions complémentaires), 1984
- R170 - Recommandation (no 170) sur les statistiques du travail, 1985
- R171 - Recommandation (no 171) sur les services de santé au travail, 1985
- R172 - Recommandation (no 172) sur l'amiante, 1986
- R173 - Recommandation (no 173) sur le bien-être des gens de mer, 1987
- R174 - Recommandation (no 174) sur le rapatriement des marins, 1987
- R175 - Recommandation (no 175) sur la sécurité et la santé dans la construction, 1988
- R176 - 'Recommandation (no 176) sur la promotion de l'emploi et la protection contre le chômage, 1988
- R177 - Recommandation (no 177) sur les produits chimiques, 1990
- R178 - Recommandation (no 178) sur le travail de nuit, 1990
- R179 - Recommandation (no 179) sur les conditions de travail dans les hôtels et restaurants, 1991
- R180 - Recommandation (no 180) sur la protection des créances des travailleurs en cas d'insolvabilité de leur employeur, 1992
- R181 - Recommandation (no 181) sur la prévention des accidents industriels majeurs, 1993
- R182 - Recommandation (no 182) sur le travail à temps partiel, 1994
- R183 - Recommandation (no 183) sur la sécurité et la santé dans les mines, 1995
- R184 - Recommandation (no 184) sur le travail à domicile, 1996
- R185 - Recommandation (no 185) sur l'inspection du travail (gens de mer), 1996
- R186 - Recommandation (no 186) sur le recrutement et le placement des gens de mer, 1996
- R187 - Recommandation (no 187) sur les salaires et la durée du travail des gens de mer et les effectifs des navires, 1996
- R188 - Recommandation (no 188) sur les agences d'emploi privées, 1997
- R189 - Recommandation (no 189) sur la création d'emplois dans les petites et moyennes entreprises, 1998
- R190 - Recommandation (no 190) sur les pires formes de travail des enfants, 1999
- R191 - Recommendation (no 191) sur la protection de la maternité, 2000
- R192 - Recommandation (no 192) sur la sécurité et la santé dans l'agriculture, 2001
- R193 - Recommandation (no 193) sur la promotion des coopératives, 2002
- R194 - Recommandation (no 194) sur la liste des maladies professionnelles, 2002
- R195 - Recommandation (nº 195) sur la mise en valeur des ressources humaines, 2004
- R196 - Recommandation (no 196) sur le travail dans la pêche, 2005
- R197 - Recommandation (no 197) sur le cadre promotionnel pour la sécurité et la santé au travail, 2006
- R198 - Recommandation (no 198) sur la relation de travail, 2006
- R199 - Recommandation (no 199) sur le travail dans la pêche, 2007
- R200 - Recommandation (no 200) sur le VIH et le sida, 2010
- R201 - Recommandation (no 201) sur les travailleuses et travailleurs domestiques, 2011
- R202 - Recommandation (no 202) sur les socles de protection sociale, 2012